# Szkoła powszechna

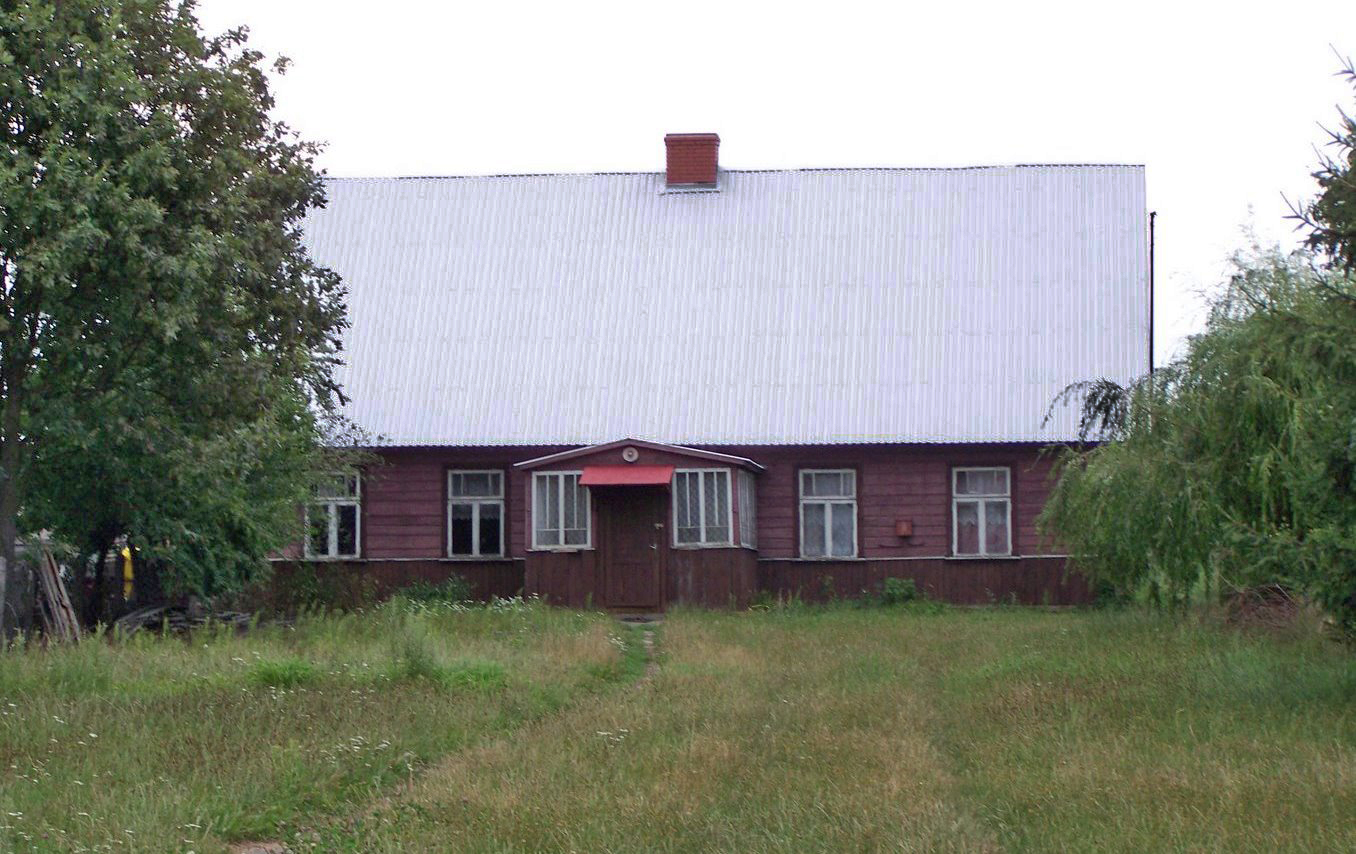
Budynek dawnej szkoły powszechnej we wsi Derewiczna

Szkoła powszechna – nazwa szkół najniższego szczebla na porozbiorowych ziemiach polskich, w Polsce przed i w pierwszych latach po II wojnie światowej.
Najmniejsze z takich szkół bywały organizowane nawet w pojedynczych izbach lekcyjnych wspólnych dla wszystkich dzieci niezależnie od wieku. Bywały także dwu- i czterooddziałowe szkoły powszechne, natomiast pełny program nauczania realizowano w szkołach siedmioklasowych.
Po II wojnie światowej, w ramach reformy szkolnictwa, szkoły powszechne zastąpiono szkołami podstawowymi, które do 1966 liczyły siedem klas, w latach 1966–1999  – osiem klas, w latach 1999–2017  – sześć klas i od 2017 ponownie osiem klas.